# Холстовское сельское поселение
Холсто́вское се́льское поселе́ние — муниципальное образование в составе Павловского района Ульяновской области. Административный центр — село Холстовка. 

## Население
| 2010  | 2012  | 2013  | 2014  | 2015  | 2016  | 2017  |
| ----- | ----- | ----- | ----- | ----- | ----- | ----- |
| 1981  | ↘1911 | ↘1860 | ↘1821 | ↘1768 | ↘1741 | ↘1711 |
| 2018  | 2019  | 2020  | 2021  |       |       |       |
| ↘1656 | ↘1608 | ↘1591 | ↘1444 |       |       |       |

## Состав сельского поселения
В состав поселения входят 6 населённых пунктов: 3 села и 3 деревни.
| № | Населённый пункт | Тип населённого пункта       | Население |
| - | ---------------- | ---------------------------- | --------- |
| 1 | Ивановка         | деревня                      | 93        |
| 2 | Найман           | село                         | 240       |
| 3 | Новая Камаевка   | деревня                      | 138       |
| 4 | Октябрьское      | село                         | 764       |
| 5 | Раштановка       | деревня                      | 233       |
| 6 | Холстовка        | село, административный центр | ↘513      |